# Deep Waters
Deep Waters (bra: O Órfão do Mar) é um filme de drama estadunidense de 1948 dirigido por Henry King e estrelado por Dana Andrews e Jean Peters. O filme é baseado no romance Spoonhandle de 1946 escrito por Ruth Moore e foi indicado ao Oscar de Melhores Efeitos Especiais em 1949, mas perdeu para O Retrato de Jennie.

## Elenco
- Dana Andrews como Hod Stillwell
- Jean Peters como Ann Freeman
- Dean Stockwell como Donny Mitchell
- Cesar Romero como Joe Sanger
- Anne Revere como Mary McKay
- Ed Begley como Josh Hovey
- Leona Powers como Sra. Freeman
- Mae Marsh como Molly Thatcher
- Will Geer como Nick Driver
- Cliff Clark como Harris
- Bruno Wick como Farmacêutico
- Harry Tyler como Hopkins